# Manaquí de coroneta encesa
El manaquí de coroneta encesa (Heterocercus linteatus) és un ocell de la família dels píprids (Pipridae).

## Hàbitat i distribució
Habita la selva pluvial, a les terres baixes del nord-est del Perú, oest i centre del Brasil amazònic i extrem nord-est de Bolívia.